# The Lego Ninjago Movie Video Game
The Lego Ninjago Movie Video Game ist ein Computerspiel, das TT Fusion entwickelte und von Warner Bros. Interactive Entertainment vermarktet wird. Das Action-Adventure basiert auf dem computeranimierten Spielfilm The LEGO Ninjago Movie und wurde für das Betriebssystem Microsoft Windows sowie die Spielekonsolen Nintendo Switch, PlayStation 4 und Xbox One zeitgleich mit dem Spielfilm am 22. September 2017 in Nordamerika, am 6. Oktober in Europa und am 20. Oktober 2017 in Japan veröffentlicht. Es ist das zweite Spin-Off-Lego-Videospiel und das dritte Lego-Spiel, das auf einem Lego-Film basiert.

## Spielmechanik
Das Computerspiel folgt einer leicht gekürzten Version der Handlung des Spielfilms und verwendet sogar eine Reihe von Clips direkt aus dem Film als Zwischensequenzen mit In-Game-Kinematiken, um die Szenen miteinander zu verbinden.
Die Spielmechanik des Lego Ninjago Movie Video Game ähnelt dem anderer von TT Games entwickelter Lego-Videospiele sowie seiner beiden Vorgänger Nindroids (2014) und Schatten des Ronin (2015). Wie bereits bei The Lego Movie Videogame (2014) besteht die Umgebung vollständig aus Legosteinen. Der Spieler kontrolliert wahlweise eine von sechs Hauptfiguren (Lloyd, Kai, Jay, Zane, Cole und Nya) oder Nebenfiguren (Meister Wu, Lord Garmadon) aus der Third-Person-Perspektive, in erster Linie im Kampf gegen Feinde, beim Lösen von Rätseln und beim Sammeln von Legosteinen, der In-Game-Währung. Die Figuren laufen zumeist auf Oberflächen in schlauchartigen Level, können springen, seitlich ausweichen, an vorgegebenen Stellen klettern und Wandläufe machen. Die meisten Kämpfe erfolgen im Nahkampf mit Schwertern, Speeren oder Hämmern. Pfeil und Bogen sowie Spinjitzu-Fähigkeiten können im Fernkampf eingesetzt werden.
Die Verwendung von Angriffskombinationen (Kombos) im Kampf multipliziert die Anzahl der verdienten Legosteine. Im Gegensatz zu anderen Lego-basierten Videospielen, die lediglich über einen Koop-Modus verfügen, können in diesem Spiel bis zu vier Spieler im Battle-Maps-Modus auf einem Bildschirm gleichzeitig spielen. Über 101 Charaktere können gespielt werden.
Das Spiel beinhaltet acht Orte aus The LEGO Ninjago Movie. Jeder Ort bietet eine einzigartige Dojo-Herausforderung, in der Spieler ihre Kampffertigkeiten testen und gleichzeitig gegen immer stärkere Feinde kämpfen können. Die Kampagne ist in einen Prolog („The Training Dojo“), 13 Levels und einem Epilog („Return to Ninjago City“) unterteilt:
1. Good Morning Ninjago
2. Ninjas Assemble
3. Lock on Garmadon
4. Garmadon Returns
5. The Ultimate Weapon
6. The Ninjas Defeated
7. The Uncrossable Jungle
8. Battle of the Masters
9. Ambush City
10. The Lost City of Generals
11. Escape from the City of Generals
12. The Unclimbable Mountain
13. Flashback Battle

## Rezeption
Das Spiel erhielt laut dem Kritiken-Aggregator Metacritic im Allgemeinen gemischte Bewertungen, wobei nur die Xbox-One-Version „allgemein positive“ Bewertungen erhielt. Der Metascore basierend auf 27 Kritiken beträgt 67 % für die PS4-Version, 76 % für die Xbox One und 66 % für die Nintendo Switch.
Das deutschsprachige Online-Computerspielmagazin PS4 Source bewertete das Spiel mit 7,4 von insgesamt 10 möglichen Punkten und lobte den Mehrspielermodus sowie die Soundkulisse und kritisierte das spürbare Screen Tearing und die zu wenigen grafischen Verbesserungen der PlayStation-4-Pro-Version.

„Obwohl man sich hier keine groben Schnitzer erlaubt, schafft es die üppige sowie gut aussehende Ninjago-Inselwelt aber nicht, mich so zu faszinieren wie andere Titel aus dem prall gefüllten Plastiknoppen-Portfolio. Mit seinem Kampffokus und den bewährten Qualitäten wie dem dynamischen Splitscreen-Modus oder den ordentlichen Schalterrätseln ist aber auch der Abstecher nach Ninjago eine rundum gelungene sowie routiniert inszenierte Action, die sich auch für gemeinsames Spielen mit Kids in der Familie eignet.“